# Claudia Herr
Claudia Herr (* 20. Juli 1970 in Dresden, Deutschland) ist eine deutsche Opern-, Konzert- und Liedersängerin mit Schwerpunkt für Zeitgenössische Musik. Ihre Stimmlage ist jugendlich dramatischer Mezzosopran/Alt.

## Leben
Claudia Herr absolvierte die Musikspezialschule Hoyerswerda. Ihre Diplome in Solo-Konzert-Gesang und Vokal-Pädagogik absolvierte sie an der Hochschule für Musik und Theater Rostock, danach Gesangsstudien bei Ernst Haefliger (Schweiz), seit 2003 bei Gundula Hintz (Berlin).
Claudia Herr war Meisterschülerin von Wolfgang Rihm. Sie singt die Werke von Aribert Reimann, Wolfgang Rihm, Karlheinz Stockhausen, Rainer Rubbert, Martin Daske, Eres Holz, Sidney Corbett, Lera Auerbach, Walter Zimmermann, Ralf Hoyer, Susanne Stelzenbach, Juliane Klein und anderen. Aufgetreten ist sie damit u. a. in der Berliner Philharmonie, in der „Unerhörten Musik“ – BKA, im Konzerthaus am Gendarmenmarkt Berlin, der Matthäuskirche am Kulturforum Berlin, Kammeroper Schloss Rheinsberg zur 1. Opernwerkstatt für Zeitgenössische Komponisten, Stuttgarter Liederhalle sowie zu verschiedenen Festivals und Vernissages im In- und Ausland.
In Berlin widmet sie sich der Zeitgenössischen Musik auf dem Gebiet der Oper, in Musiktheaterproduktionen, der Kirchenmusik, in Liederabenden und Konzerten. Sie sang unter anderem die Partie der Henriette Vogel und Marquise von O. in der Kleist-Oper von Rainer Rubbert (Komposition) und Tanja Langer (Libretto), die 2008 im Brandenburger Theater uraufgeführt wurde.
Seit 2017 unterrichtet Claudia Herr im Fach „Darstellendes Spiel“ an der Voltaireschule Potsdam.

## Unterwassergesang
Das Konzept des Unterwassergesangs wurde von Claudia Herr 2000 entworfen und seither weiterentwickelt. Für die Luftversorgung unter Wasser wird ein übliches Atemgerät für Taucher verwendet. Für die Schallübertragung zum Publikum wird das Hydrophon verwendet. Neben dem Gesang wurde mit verschiedenen Musikinstrumenten unter Wasser experimentiert.
Im Rahmen ihrer „Aria“-Reihe (AirAria, FlammAria, TerrAria, CIAria, KulinAria) entstand 2008 eine Folge ihres Unterwasserprojektes AquAria (erstmals 2000 im Stadtbad Neukölln realisiert) im Liquidrom Berlin.
2011 wurde die erste Unterwasseroper AquAria_PALAOA (Susanne Stelzenbach, Komposition und Monika Rinck, Libretto) im Berliner Stadtbad Neukölln uraufgeführt. Claudia Herr sang die Hauptpartie der Jungen Frau. PALAOA, die Horchstation des Alfred-Wegener-Institutes in der Antarktis, zeigte für diese Produktion den wissenschaftlichen Teil. Weitere Produktionen und Gastspiele in Berlin, im Land Brandenburg, in Düsseldorf, Dresden, Magdeburg, in der Schweiz, Mallorca und auf die Kanarischen Inseln folgten.
Weitere Produktionen der Unterwasseroper waren 2013 Die versunkene Stadt (mit ihr als Fiona) und ElementAria (als Fabelwesen Jungfrau) sowie 2016 WalAria mit Claudia Herr als Sängerin unter Wasser mit Pilotwalen.

## Diskographie
- 2002 Eingedunkelt Konzert in der Berliner Philharmonie
- 2004 Sport! – ein work out für die Sinne – UA Musiktheater Konzerthaus am Gendarmenmarkt Berlin
- 2007 Bohuslav Martinů – Des Messers Tränen – Musiktheater Konzerthaus am Gendarmenmarkt Berlin
- 2008 Kleist Oper – UA Theater Stadt Brandenburg
- 2003 - 2008 UA und Konzerte Matthäuskirche am Kulturforum Berlin
- 2011 AquAria_PALAOA – UA UnterwasserOper im Stadtbad Neukölln
- 2012 sotto voce UA Zeitgenössische Oper Berlin im Berliner Hauptbahnhof
- 2013 Die versunkene Stadt – UA UnterwasserOper im Baerwaldbad Berlin
- 2014 ElementAria – UA UnterwasserOper im Schlosspark Lübbenau
- 2016 WalAria – UnterWasserOper e.V. Kulturelle wissenschaftliche Expedition im Meeresschutzgebiet vor LA Gomera
- 2008 – 2019 Hofklang Festival in Leipzig und Berlin
- 2002 – 2019 Unerhörte Musik Berlin, Europas einzige Reihe für zeitgenössische Musik

## Preise
- 1997 – 2002 Stipendium der Stiftung Internationale Meisterkurse für Musik im Muraltengut (Schweiz)
- 2006 Gewinnerin des 1. Preises der „Globusklänge Deutschland“ der Fifa-Fußball-WM 2006 in Kooperation mit der Initiative Neue Musik Berlin und Hertha BSC mit ihrem Projekt „Das Ohr am Fußball“.
- 2012 Kreativpilot Auszeichnung des Bundesministeriums für Wirtschaft und Technik an eines der innovativsten kreativwirtschaftlichen Unternehmen Deutschlands